# Michael M. Kochen

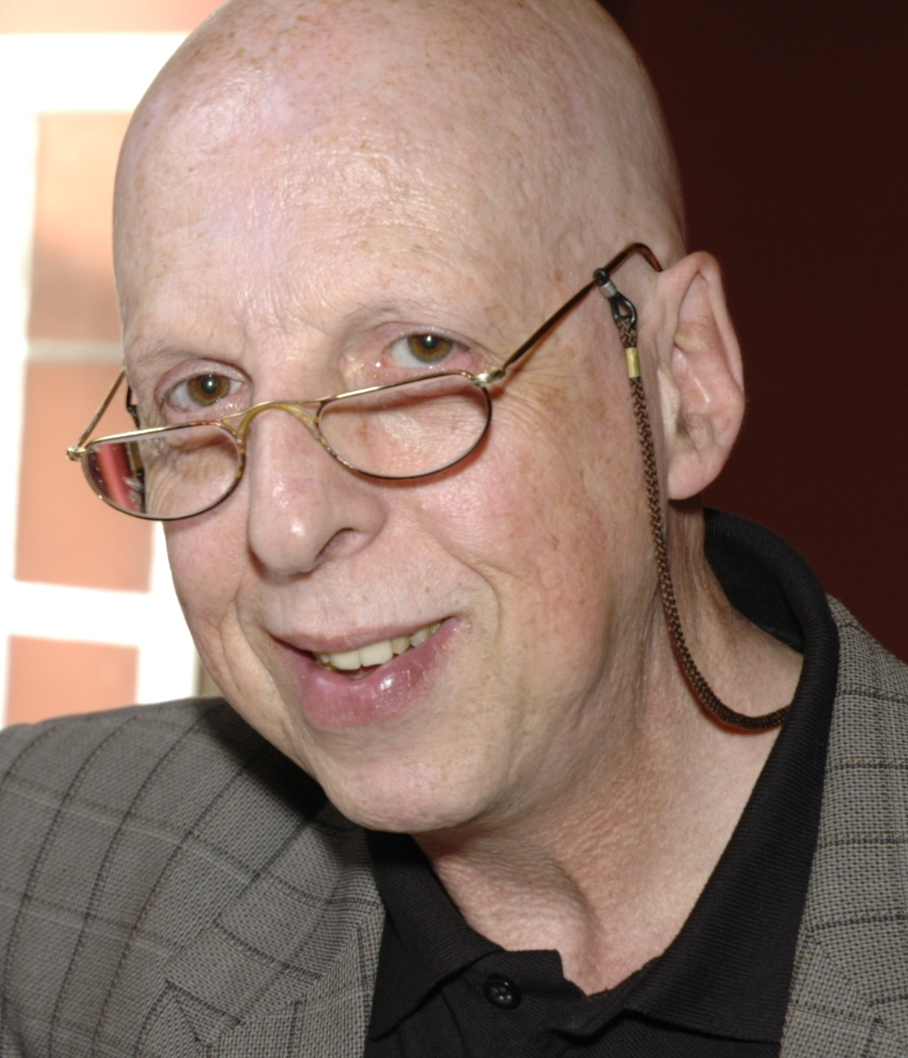
Michael M. Kochen (2005)

Michael M. Kochen (* 2. Oktober 1950 in München) ist ein deutscher Mediziner und Wissenschaftler. Er ist Facharzt für Innere Medizin und Facharzt für Allgemeinmedizin (Rettungsmedizin).

## Leben
Als zweites Kind in einer Familie jüdischer Holocaust-Überlebender (Auschwitz, Groß-Rosen) aufgewachsen, legte er 1969 am Albert-Einstein-Gymnasium München sein Abitur ab und studierte anschließend Medizin an der Ludwig-Maximilians-Universität München und an der Freien Universität Berlin. 1976 erhielt er seine Approbation als Arzt; im selben Jahr bestand er das US-amerikanische Staatsexamen (ECFMG).
Nach der Promotion (magna cum laude) arbeitete er am Deutschen Krebsforschungszentrum in Heidelberg und war postdoktoraler Stipendiat der Deutschen Forschungsgemeinschaft (DFG) an der Stanford University. 1978/79 Studium der Epidemiologie an der University of California, Berkeley (Master of Public Health). 1980 arbeitete er als Arzt der „Cap Anamur/Deutsche Not-Ärzte“ im Flüchtlingslager Mak Mun, Kambodscha.
Nach Weiterbildung zunächst zum Facharzt für Innere Medizin und anschließend zum Facharzt für Allgemeinmedizin, habilitierte habilitierte sich Kochen 1988 aus der eigenen Hausarztpraxis heraus an der Ludwig-Maximilians-Universität München („Die Steuerung der Arzneimittelversorgung in der Allgemeinpraxis mit Hilfe einer Individualliste“).
Von 1989 bis 2011 war Kochen Universitätsprofessor für Allgemeinmedizin und Direktor der gleichnamigen Abteilung an der Georg-August-Universität Göttingen. 1994 erhielt er ein Honorary Fellowship des Royal College of General Practitioners (London). 1999/2000 verbrachte Kochen ein Sabbatical als visiting professor am Department of Primary Health Care (Institute of Health Sciences) der University of Oxford. An der Albert-Ludwigs-Universität Freiburg ist er im Lehrbereich Allgemeinmedizin ehrenamtlicher Lehrbeauftragter für wissenschaftliche Handlungskompetenz.
1999 wurde er der erste allgemeinmedizinische Gutachter im Förderprogramm „Kompetenznetze“ des Bundesministeriums für Bildung und Forschung (führte zu den Förderprogrammen „Auf- und Ausbau allgemeinmedizinischer Lehrstühle“ und [2004] „Förderung des wissenschaftlichen Nachwuchses in der Allgemeinmedizin“). Von 2007 bis 2010 war er als Gutachter im „Clinical Trials Programme“ der DFG tätig.
Kochen war von 2004 bis 2010 Präsident (und ist seit 2014 Ehrenpräsident) der Deutschen Gesellschaft für Allgemeinmedizin und Familienmedizin. Seit 2004 verfasst er – zunächst nur für die Mitglieder der Fachgesellschaft (inzwischen für alle Interessierten) – einen regelmäßigen, kostenlosen Newsletter, in dem er internationale hausärztlich relevante Studien kommentiert (MMK-Benefits).
Er war von 2006 bis 2024 ordentliches und ist seit 2025 außerordentliches Mitglied der Arzneimittelkommission der deutschen Ärzteschaft, seit 1998 Berater der Herausgeber des jährlichen Arzneiverordnungsreports und arbeitete in den Expertengruppen „Arzneimittel“ und „Impfungen“ der Stiftung Warentest. Von 1985 bis 2022 war er geschäftsführender Herausgeber der Zeitschrift für Allgemeinmedizin. Er ist Mitherausgeber des arznei-telegramms sowie Mitglied der Fortbildungskommission des Deutschen Hausärzteverbands (Baden-Württemberg).
Seit 2021 ist Kochen Präsident der Jury für die Forschungspreise des Schweizer Kollegiums für Hausarztmedizin (KHM).

## Auszeichnungen/Preise
- 1997 Hippokrates-Medaille für Verdienste um die europäische Allgemeinmedizin, European Society of General Practice/Family Medicine
- 1994 Honorary Fellowship, Royal College of General Practitioners (London)
- 2014 Stiftungspreis der Stiftung Allgemeinmedizin
- 2016 Deutscher Forschungspreis für Allgemeinmedizin 2016 der Dr. Lothar Beyer-Stiftung (Platz 1, geteilt) für das Projekt „ICUTI: Sofortige vs. bedarfsangepasste antibiotische Therapie beim unkomplizierten Harnwegsinfekt – eine vergleichende Effektivitätsstudie in hausärztlichen Praxen“. Institute für Allgemeinmedizin bzw. Statistik der Universitäten Göttingen, Hannover, Bremen, Hamburg und Freiburg.
- 2017 Masaaki Ohkoshi Award, International Society of Chemotherapy (zusammen mit den Koautoren der Publikation Ibuprofen versus fosfomycin for uncomplicated urinary tract infection in women: randomised controlled trial).

## Publikationen (Auswahl)
Als Herausgeber
- Rationale Pharmakotherapie in der Allgemeinpraxis / Rational Pharmacotherapy in General Practice. Springer, Berlin/Heidelberg/New York 1991.
- Drug Education in General Practice. (= Occasional Paper. 69). Royal College of General Practitioners, London 1995.
- Allgemeinmedizin und Familienmedizin. (= Duale Reihe). 5. Auflage. Thieme, Stuttgart 2017.

Als Autor/Co-Autor
- mit R. Scollay, E. Butcher und I. Weissman: Lyt-markers on thymus cell migrants. In: Nature. 276, 1978, S. 79–80.
- mit S. A. McCurdy: Circumcision and the risk of cancer of the penis: a lifetable analysis. In: Am J Dis Child. 134, 1980, S. 484–486.
- mit C. Rosendahl, R. Kretschmer, K. Wegscheider und D. Kaiser: Avoidance of perinatal transmission of hepatitis B virus: is passive immunisation always necessary? In: Lancet. I, 1983, S. 1127–1129.
- mit K. Wegscheider und H. H. Abholz: Prophylaxis of constipation by wheat bran: a randomized study in hospitalized patients. In: Digestion. 31, 1985, S. 220–224.
- mit J. Hasford, H. Jäger, S. Zippel, M. L’age, C. Rosendahl, H. S. Füessl und D. Eichenlaub: How do patients with HIV perceive their general practitioners? In: BMJ. 303, 1991, S. 1365–1368.
- mit R. Kurzke, W. Himmel, K. Wegscheider und H.-H. Abholz: Cancer incidence on a North sea island: research opportunities in general practice. In: Scand J Prim Health Care. 14, 1996, S. 36–42.
- mit W. Himmel und M. Tabache: What happens to long-term medication when general practice patients are referred to hospital? In: Eur J Clin Pharmacol. 50, 1996, S. 253–257.
- mit E. Hummers-Pradier: Uncomplicated urinary tract infections in adult general practice patients. In: Br J Gen Pract. 52, 2002, S. 752–761.
- mit L. M. Bjerre und T. J. M. Verheij: Antibiotics for community acquired pneumonia in adult outpatients. In: Cochrane Database of Systematic Reviews. Issue 4, 2004, Art. No.: CD002109 (update 2009, 2014)
- mit W. Himmel und A. Rogausch: Principles of management – biopsychosocial issues, management plans, and patient-centred outcomes. In: R. Jones, N. Britten, L. Culpepper, D. A. Gass, R. Grol, D. Mant, C. Silagy (Hrsg.): Oxford textbook of primary medical care. Oxford University Press, Oxford/London/New York 2004, S. 227–230.
- mit E. Blozik, M. Scherer und J. F. Chenot: Imaging for low back pain, the elusive hunt for a biomechanical cause. In: Lancet. 373, 2009, S. 436–437.
- mit A. Becker, F. Dörter, K. Eckhardt, A. Viniol, E. Baum, J. Lexchin, K. Wegscheider und N. Donner-Banzhoff: The association between a journal’s source of revenue and the drug recommendations made in the articles it publishes. In: Can Med Ass J. 183, 2011, S. 544–548.
- mit I. Gágyor, J. Bleidorn, G. Schmiemann, K. Wegscheider und E. Hummers-Pradier: Ibuprofen versus fosfomycin for uncomplicated urinary tract infection in women: randomised controlled trial. In: BMJ. 351, 2015, S. h6544.
- mit R. Sommerstein, F. H. Messerli und C. Gräni: Coronavirus Disease 2019 (COVID-19): Do Angiotensin-Converting Enzyme Inhibitors/Angiotensin Receptor Blockers have a biphasic effect? In: J Amer Heart Assoc. 9, 2020, S. e016509.
- mit H. Kaduszkiewicz, S. Kluge, J.J. Malin, S. Weibel und N. Skoetz (on behalf of the guideline group). Clinical practice guideline: Recommendations for the outpatient drug treatment of patients with COVID-19. In: Dtsch Arztebl Int. 119, 2022, S. 342–9.